# Job d'Alexandrie
Job d'Alexandrie fut patriarche melkite d'Alexandrie de 954 au 7 septembre 960.